# Alive (chanson de Speed)
Pour les articles homonymes, voir Alive.
Singles de SPEED
My Graduation
(18 février 1998) All My True Love
(28 octobre 1998)
Alive (écrit en capitales : ALIVE) est le septième single du groupe SPEED.

## Présentation
Le single, écrit, composé et produit par Hiromasa Ijichi, sort le 1er juillet 1998 au Japon sur le label Toy's Factory, au format mini-CD single de 8 cm de diamètre (alors la norme pour les singles au Japon), quatre mois après le précédent single du groupe, My Graduation. Comme les deux singles précédents, il atteint la 1re place du classement des ventes de l'Oricon, et reste classé pendant 16 semaines. Il se vend à près d'un million d'exemplaires et restera le 5e single le plus vendu du groupe.
La chanson-titre Alive a été utilisée comme générique du film Andromedia dont le groupe est la vedette, et figurera sur sa bande originale qui sortira un mois plus tard. Elle ne figurera sur aucun album original du groupe, mais sera présente sur son premier album compilation Moment qui sortira en fin d'année, ainsi que sur la compilation Dear Friends 2 de 2000 ; elle sera interprétée sur les albums live Speed Memorial Live de 2001 et Best Hits Live de 2004, et sera ré-enregistrée pour l'album Speedland de 2009.
La chanson en « face B », Up To You!, figurera aussi sur la compilation Dear Friends 2. Le single contient également les versions instrumentales des deux chansons.

## Liste des titres
Toutes les chansons sont écrites et composées par Hiromasa Ijichi, arrangées par Yasutaka Mizushima.
| 1. | Alive (ALIVE)                    | 5:05 |
| 2. | Up To You!                       | 3:26 |
| 3. | Alive (Instrumental) (ALIVE ...) | 5:05 |
| 4. | Up To You! (Instrumental)        | 3:24 |